# Pavonia
Pavonia es un género de plantas con flores de la familia  Malvaceae. Se encuentra en  México, Centroamérica las Antillas y África.

## Descripción
Son hierbas perennes y postradas, o sufrútices o arbustos erectos, muchas veces con tricomas estrellados, a veces víscidos, a veces glabrescentes. Hojas ovadas, elípticas, lanceoladas, oblanceoladas, deltoides, a veces lobadas, a veces asimétricas, dentadas o crenadas, raras veces enteras, sin nectario. Inflorescencias en racimos, panículas o cabezuelas, o las flores solitarias o apareadas en las axilas de las hojas; calículo presente, con 4–18 (o más) bractéolas (7 o más en las especies nicaragüenses); pétalos de color blanco, lila, rosado, morado o amarillo, a veces con una mancha en la base; columna estaminal incluida o exerta, a veces declinada con anteras ascendentes y con una corona de 5 dientes en la cima; estilos 10, más largos que el androceo, los estigmas capitados. Frutos esquizocárpicos, secos, con tricomas cortos o glabrescentes, carpidios 5, generalmente indehiscentes, a veces alados, espinosos, rugulosos o variadamente ornamentados; semilla 1 por carpidio.

## Taxonomía
El género fue descrito por Antonio José Cavanilles y publicado en Monadelphiae Classis Dissertationes Decem 2: [App. 2]. 1786.
Etimología
Pavonia: nombre genérico que fue otorgado en honor al botánico español José Antonio Pavón y Jiménez.

## Especies seleccionadas
- Pavonia arechavaletana
- Pavonia intermedia
- Pavonia hastata
- Pavonia multiflora
- Pavonia spinifex
- Pavonia strictiflora